# Bernardino Echeverría Ruiz

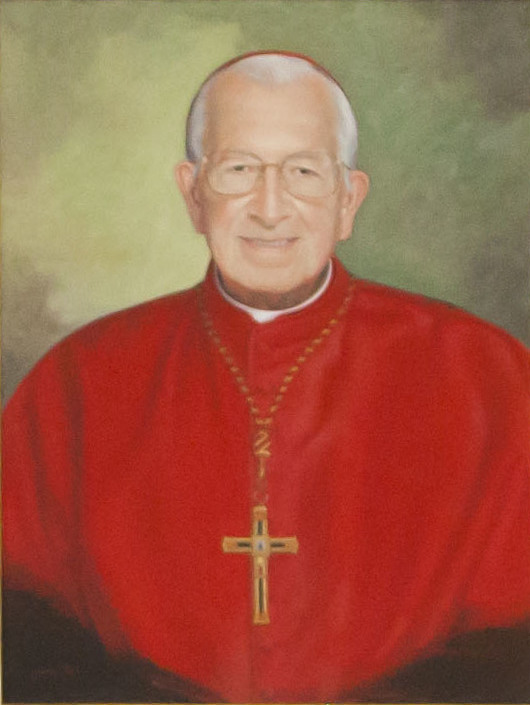
Bernardino Kardinal Echeverría Ruiz (ca. 1995)

Kardinalswappen

Bernardino Carlos Guillermo Honorato Kardinal Echeverría Ruiz OFM (* 12. November 1912 in Cotacachi, Provinz Imbabura; † 6. April 2000 in Quito) war ein ecuadorianischer römisch-katholischer Ordensgeistlicher und Erzbischof von Guayaquil.

## Leben
Bernardino Echeverría Ruiz trat nach seiner Schulzeit in den Franziskanerorden ein und studierte in Rom Katholische Theologie und Philosophie. Am 4. Juli 1937 empfing er das Sakrament der Priesterweihe. Nach weiterführenden Studien wurde er 1941 zum Doktor der Philosophie promoviert. Anschließend arbeitete er als Dozent in verschiedenen Häusern seines Ordens und betreute die Mitglieder des Dritten Ordens des Heiligen Franziskus in Ecuador. Darüber hinaus engagierte er sich in der Krankenseelsorge und als Herausgeber einer religiösen Zeitschrift.
Am 23. Oktober 1949 ernannte ihn Papst Pius XII. zum ersten Bischof des anderthalb Jahre zuvor errichteten Bistums Ambato. Die Bischofsweihe spendete ihm der spätere Kardinal Efrem Forni, Apostolischer Nuntius in Ecuador, am 4. Dezember desselben Jahres in der Basilika San Francisco in Quito. Mitkonsekratoren waren Alberto Maria Ordóñez Crespo, Bischof von Bolivar, sowie Nicanor Carlos Gavinales Chamorro, Bischof von Portoviejo.
Er nahm an allen vier Sitzungsperioden des Zweiten Vatikanischen Konzils als Konzilsvater teil.
Papst Paul VI. ernannte ihn am 10. April 1969 zum Erzbischof von Guayaquil. Vom 8. Dezember 1982 bis zum 18. Mai 1984 war er zudem Apostolischer Administrator der vakanten Apostolischen Präfektur Galápagos. 
Papst Johannes Paul II. nahm am 7. Dezember 1989 seinen altersbedingten Rücktritt an. Von 1990 bis zum 25. Juli 1995 verwaltete er das vakante Bistum Ibarra als Apostolischer Administrator. 
Am 26. November 1994 nahm ihn Papst Johannes Paul II. als Kardinalpriester mit der Titelkirche Santi Nereo ed Achilleo in das Kardinalskollegium auf. Bernardino Echeverría Ruiz starb im Heiligen Jahr 2000 am 6. April und wurde auf dem Gelände des Franziskanerkonvents von Quito bestattet.